# IC 3038
IC 3038 ist eine Spiralgalaxie vom Hubble-Typ Sab im Sternbild Jungfrau auf der Ekliptik. Sie ist schätzungsweise 902 Millionen Lichtjahre von der Milchstraße entfernt. Unter der Katalognummer VCC 57 wird sie als Mitglied des Virgo-Galaxienhaufens gelistet, ist dafür jedoch zu weit entfernt.

Das Objekt wurde am 7. Mai 1904 von Royal Harwood Frost entdeckt.